# Geschichte des Bundesrates (Deutschland)
Der Bundesrat ist ein Verfassungsorgan der Bundesrepublik Deutschland. Zuvor gab es bereits in früheren Verfassungsordnungen und in deutschen Staatenbünden Organe, die die Gliedstaaten vertraten. Der Bundesrat reiht sich damit in die Tradition des Föderalismus in Deutschland ein.
Als Vorläufer des Bundesrates kann man bereits die Reichstage des Heiligen Römischen Reiches (bis 1806) und vor allem den Bundestag des Deutschen Bundes (1815–1866) ansehen. Im Bundestag waren die Regierungen der Mitgliedsstaaten vertreten, wobei ein größeres Land mehr Stimmen hatte als ein kleineres. Neben dem Bundestag gab es keine weiteren Organe, er war also Regierung, Parlament und Gericht in einem.
Im Bundesstaat ab 1867 (erst Norddeutscher Bund, dann Deutsches Kaiserreich) bestimmten die Gliedstaaten dann über den Bundesrat mit (zunächst noch „Bundesrath“ geschrieben). Der Bundesrat entschied über Gesetze genauso wie der Reichstag, die Volksvertretung. Allerdings war der Bundesrat in der Verfassungswirklichkeit vor allem ein Instrument des Reichskanzlers. In der Weimarer Republik verlor der Reichsrat, der Nachfolger des Bundesrates, stark an Bedeutung.
Der Bundesrat in seiner heutigen Form existiert seit dem Inkrafttreten des Grundgesetzes am 24. Mai 1949. Im Bundesrat wirken die Länder bei der Gesetzgebung und Verwaltung des Bundes und in Angelegenheiten der Europäischen Union mit. Die Länder können so Bundesgesetze beeinflussen, die später großteils von ihnen ausgeführt werden. Eine Regierungskoalition im Bund hat nicht immer auch eine Mehrheit im Bundesrat. So muss die Bundesregierung sich oft auch um die Zustimmung weiterer Parteien bemühen. Dies gab den Parteien, die im Bundestag in der Opposition waren, eine Chance, die Bundespolitik erheblich mitzugestalten. Ein permanentes Thema in der Geschichte des Bundesrates war auch die Frage, ob die Länder über mehr Bundesgesetze mitentscheiden sollen (wozu es 1966–1969 durch die Große Koalition kam), oder ob der Anteil der zustimmungsbedürftigen Bundesgesetze stattdessen zurückgedrängt werden soll (sogenannte Föderalismusreformen).

## Vorgeschichte

### Deutscher Bund

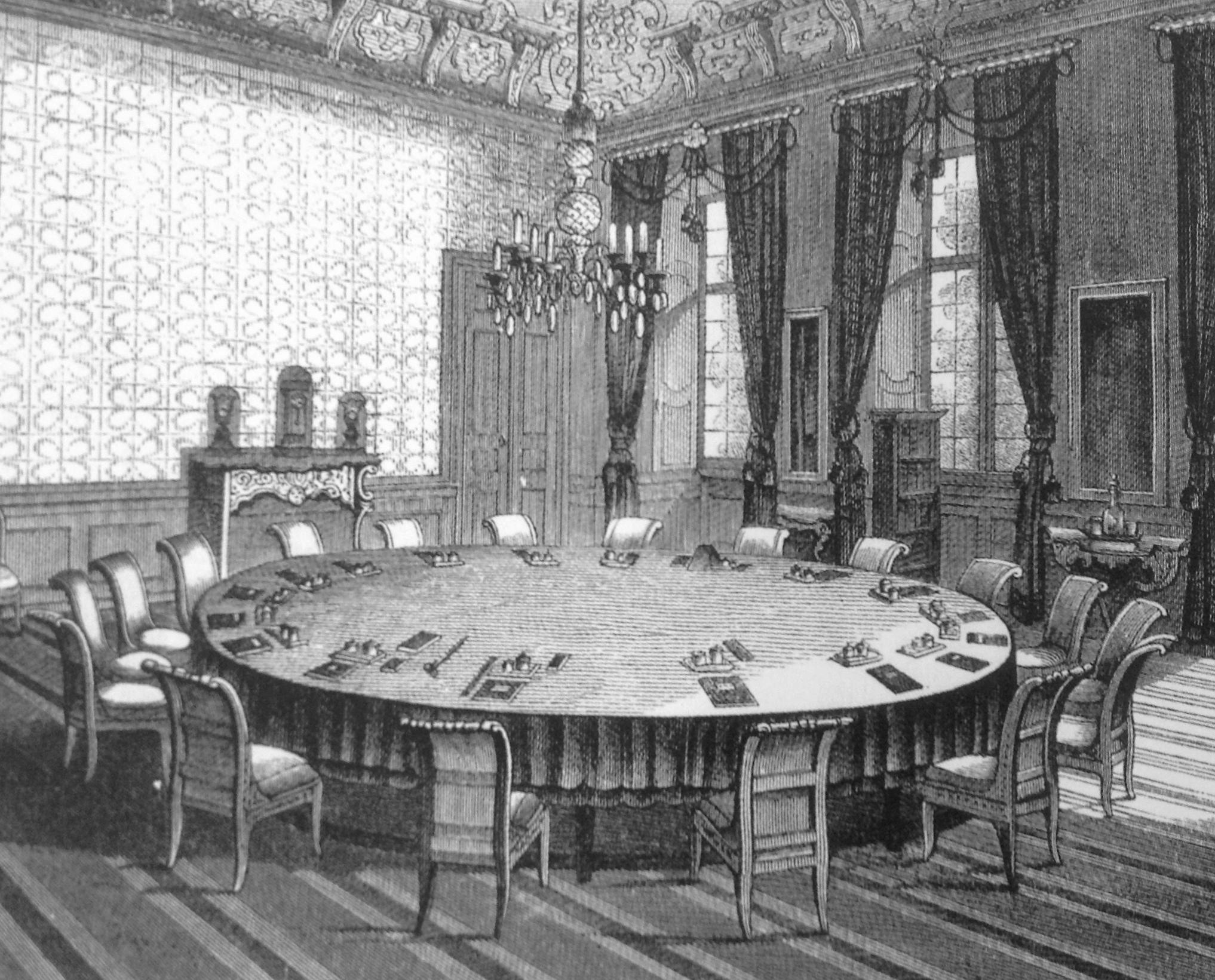
Sitzungssaal des Bundestages in Frankfurt am Main

Deutschland ist traditionell ein föderal organisiertes Land. Im Deutschen Bund von 1815, einem Staatenbund, gab es ein dauerhaftes Gremium für die Vertreter der Einzelstaaten, den Bundestag. Daneben gab es keine Regierung und kein Parlament. Reformversuche in diese Richtung scheiterten an den Gegensätzen zwischen Österreich, Preußen und den Mittelstaaten.
Vorsitzender und Geschäftsführer im alten Bundestag war verfassungsgemäß der Gesandte Österreichs. Deswegen nannte man diesen Gliedstaat die Präsidialmacht und seinen Gesandten den Präsidialgesandten, was an sich eher ein Ehrentitel war.

### Bundesstaat ab 1867
Seit 1867 gab es den Norddeutschen Bund als Bundesstaat und, durch den Beitritt der Südstaaten, seit 1871 das Kaiserreich. In beiden hieß die Vertretung der Gliedstaaten „Bundesrat“. Dieses Bundesorgan war gedanklich eine Fortsetzung des Bundestags bzw. des Fürstenkollegiums der Erfurter Union. Der Kaiser der Frankfurter Reichsverfassung von 1849 hatte Aufgaben sowohl in der Exekutive als auch in der Legislative. Der Unionsvorstand (das monarchische Staatsoberhaupt) laut Erfurter Unionsverfassung hingegen musste sich die Rechte in Bezug auf die Gesetzgebung mit den übrigen Fürsten teilen.
Im norddeutschen Bundesrat ab 1867 mussten die preußischen Regierungsvertreter mit denen der übrigen Landesregierungen zusammenarbeiten, um eine Mehrheit zu erhalten. Der Bundesrat war gleichberechtigt mit dem Reichstag an der Gesetzgebung beteiligt: Beide Organe hatten das Initiativrecht, und nur mit Zustimmung beider konnte ein Entwurf Gesetz werden. Ferner hatte der Bundesrat weitere legislative, exekutive und judikative Rechte und Aufgaben. Das hat ihm den Ruf eines Zwitters oder eines Mischwesens eingetragen.
Bereits im alten Bundestag, aber auch im Bundesrat hatten die Gliedstaaten eine bestimmte Anzahl von Stimmen. Diese war in der Verfassung festgelegt. Preußen, der weitaus größte Gliedstaat des Norddeutschen Bundes und des Kaiserreichs, verfügte zwar mit 17 Stimmen über die weitaus meisten; allerdings hatte der Bundesrat zuletzt 61 Stimmen insgesamt, so dass Preußen deutlich unterproportional repräsentiert war. Die preußischen Stimmen gaben bei sonstiger Stimmengleichheit den Ausschlag. Um eine Verfassungsänderung zu blockieren, reichten 14 Stimmen.
Im Bundesrat ab 1867 war der Bundeskanzler bzw. der Reichskanzler der Vorsitzende, obwohl er ansonsten durch sein Amt kein Bundesratsmitglied war. In der Praxis aber war der Kanzler fast immer preußischer Ministerpräsident und preußisches Bundesratsmitglied. Es bürgerte sich auch ein, dass er nicht als Landesvertreter, sondern als Kanzler und Vertreter der Bundesexekutive Gesetzentwürfe in den Bundesrat einbrachte.

### Weimarer Republik und Nationalsozialismus
In der Weimarer Republik hieß die Ländervertretung „Reichsrat“. Er verfügte insgesamt über weniger Einfluss als der vorherige oder der heutige Bundesrat. Allerdings bedurften Verfassungsänderungen nicht mehr nur einer einfachen Mehrheit in der Ländervertretung, sondern einer Zweidrittelmehrheit.
Seine Zusammensetzung orientierte sich direkt an den Bevölkerungszahlen. Weiterhin war Preußen im Reichsrat unterrepräsentiert: Es stellte bei 60 Prozent der Bevölkerung nur 40 Prozent der Mitglieder des Reichsrates. Außerdem gab es eine Sonderregel: Die Hälfte der preußischen Stimmen wurden nicht von der Landesregierung, sondern von den Provinziallandtagen instruiert. Vorsitzender der Reichsratssitzungen war ein Mitglied der Reichsregierung.
Durch das „Ermächtigungsgesetz“ vom März 1933 hatte der Reichsrat seine Bedeutung verloren, da Gesetze auch allein von der Reichsregierung erlassen werden konnten. Mit dem ersten „Gleichschaltungsgesetz“ vom 31. März erhielten die Landtage dieselbe parteipolitische Zusammensetzung wie der Reichstag mit seiner nationalsozialistisch-deutschnationalen Mehrheit. Am 13. Februar 1934 wurde der bedeutungslos gewordene Reichsrat aufgelöst.

## Entstehung des Grundgesetzes und Änderungen
Während der Entstehung des Grundgesetzes war die Frage, wie die neben dem Volkstag (Bundestag) entstehende zweite Kammer aussehen sollte, sehr umstritten. Schon beim Verfassungskonvent auf Herrenchiemsee wurden zwei Alternativen benannt: Es gab das sich an den Reichsrat anlehnende Bundesratsmodell und das sich an die Paulskirchenverfassung von 1849 und den US-amerikanischen Senat in seiner Ausgestaltung vor 1913 (Wahl durch die Länderparlamente, danach jedoch freies Mandat ohne Blockzwang) anlehnende Modell. Die genaue Ausgestaltung der beiden Alternativen selbst wurde im Parlamentarischen Rat kontrovers diskutiert.
Das dem späteren Bundesrat bereits nahestehende Modell, das die Union und die FDP zunächst favorisierten, sah eine Nichtbindung der Bundesratsmitglieder an die Weisungen ihrer Landesregierungen vor, wenngleich die Landesregierungen ihre Bundesratsmitglieder abberufen konnten und damit die Unabhängigkeit ohnehin höchst fragwürdig war. Die Sitzverteilung wiederum war zwischen SPD (Gleichheit der Länder) und Union/FDP (proportional zur Bevölkerung) umstritten. Die SPD stand jedoch dem Senatsmodell ohnehin deutlich näher und hatte dieses auch in einem Verfassungsentwurf vom Sommer 1948 präzisiert. Die FDP schlug daraufhin den Kompromiss vor, die Vertreter zur einen Hälfte von den Landtagen wählen, zur anderen Hälfte von den Landesregierungen berufen zu lassen. Ende Oktober 1948 wurde diese Frage, von der die gesamte Ausgestaltung der Gesetzgebung und der Finanzverfassung abhing, von einem Unterausschuss vertagt.
Am 27. Oktober 1948 kam es in einer interfraktionellen Besprechung zur Kehrtwende der SPD; sie stimmte nunmehr einem Bundesratsmodell zu. Diese Einigung war am Abend zuvor in einem Geheimgespräch zwischen Vertretern der Union und der SPD erzielt worden. Dennoch blieb etwa der Präsident des Parlamentarischen Rates, der CDU-Politiker Konrad Adenauer, einem Senatsmodell zugeneigt. Noch Anfang November 1948 schlug er ein Dreikammernsystem aus Bundestag, einem Senat und einer Art Bundesrat vor. Schließlich beschloss die CDU/CSU-Fraktion Ende November 1948 mit knapper Mehrheit, nunmehr einen Bundesrat mit unterschiedlich vielen Stimmen pro Land anzustreben.
Anfang Januar 1949 wollte die CDU/CSU die vollständige Gleichberechtigung des Bundesrates mit dem Bundestag durchsetzen; diese scheiterte jedoch am Widerstand der SPD, wurde aber durch erweiterte Zustimmungspflichtigkeiten des Bundesrates bei der Gesetzgebung kompensiert.
Im April 1949 schließlich wurden die Kompetenzen des Bundesrates auf Druck von SPD und FDP noch einmal verringert. Die CSU erklärte daraufhin, dass sie unter anderem deswegen den Grundgesetzentwurf im Parlamentarischen Rat ablehnen würde. Dennoch wurde das Grundgesetz mit den noch heute in ihm enthaltenen Vorschriften über den Bundesrat am 8. Mai 1949 vom Parlamentarischen Rat beschlossen und am 23. Mai 1949 verkündet, sodass es mit dem 24. Mai 1949 in Kraft trat. Am 7. September 1949 trat der Bundesrat, noch vor dem Bundestag, zu seiner ersten Sitzung zusammen.
Die Art der schlussendlichen Ausgestaltung des Bundesrates hat dazu geführt, dass der Bundesrat als „einzigartiges Organ in der Welt“ (Theodor Eschenburg) bezeichnet wurde.
Die Vorschriften des Grundgesetzes über den Bundesrat sind seither nur zweimal geändert worden: Durch den Einigungsvertrag 1990 wurde die Sitzverteilung modifiziert, durch den Maastrichter Vertrag 1992 und die durch ihn bedingte Grundgesetzänderung wurde die Mitwirkung des Bundesrates in der Europäischen Union festgeschrieben. Die Einfügung der Notstandsverfassung 1969 sorgte dafür, dass der Bundesrat im Verteidigungsfall gemeinsam mit dem Bundestag möglicherweise vom Gemeinsamen Ausschuss entmachtet werden könnte. Da diese Entmachtung jedoch auf – notfalls vom Bundesverfassungsgericht nachprüfbaren – Tatsachen basieren müsste und außerdem Mitglieder des Bundesrates in diesem Ausschuss vertreten sind, scheint die tatsächliche Beeinträchtigung der Machtstellung des Gremiums unwahrscheinlich.

## Bundesministerium für Angelegenheiten des Bundesrates
1949 wurde für den Bundesrat ein eigenständiges „Bundesministerium für Angelegenheiten des Bundesrates“ errichtet, das ab 1957 „Bundesministerium für Angelegenheiten des Bundesrates und der Länder“ hieß. Es sollte für einen guten Informationsfluss zwischen den im Bundesrat vertretenen Ländern und der Bundesregierung sorgen. 1969 wurde es von der neuen Bundesregierung Brandt im Zuge einer Neustrukturierung der Bundesministerien zusammen mit dem Bundesvertriebenen- und dem Bundesschatzministerium aufgelöst.

## Veränderungen in der Struktur der Länder
1949 waren im Bundesrat die elf Länder Baden, Bayern, Bremen, Hamburg, Hessen, Niedersachsen, Nordrhein-Westfalen, Rheinland-Pfalz, Schleswig-Holstein, Württemberg-Baden und Württemberg-Hohenzollern stimmberechtigt. Hinzu kamen die West-Berliner Vertreter, die – wie im Bundestag – wegen des politischen Status der Stadt nicht stimmberechtigt waren. Dennoch waren die Berliner Regierenden Bürgermeister Willy Brandt (1957/58), Klaus Schütz (1967/68), Dietrich Stobbe (1978/79) und Walter Momper (1989/90) jeweils Präsidenten des Bundesrates.
Durch die Zusammenfassung der Länder Baden, Württemberg-Baden und Württemberg-Hohenzollern zum Land Baden-Württemberg im Jahr 1952 verringerte sich die Gesamtzahl der stimmberechtigten Länder auf neun, bis schließlich am 1. Januar 1957 das Saarland als zehntes stimmberechtigtes Bundesland beitrat.
Nach der Wiedervereinigung 1990 stellten die Länder Brandenburg, Mecklenburg-Vorpommern, Sachsen, Sachsen-Anhalt und Thüringen erstmals Mitglieder des Bundesrates, die Berliner Mitglieder durften nun mitstimmen. Insgesamt gibt es damit 16 stimmberechtigte Länder mit zusammen 69 Stimmen.
Durch eine Vereinigung von Berlin und Brandenburg, wie sie Artikel 118a des Grundgesetzes vereinfacht ermöglicht, würde die Zahl der Bundesländer auf 15 und die Zahl der Stimmen auf 65 bis 66 verringert, da das neue Land mit insgesamt zurzeit knapp 5,95 Millionen Einwohnern je nach Bevölkerungsentwicklung entweder vier oder fünf Stimmen erhielte.

## Die unionsgeführten Bundesregierungen (1949–1966)
Zu Beginn der Existenz des Bundesrates erschien die parteipolitische Festlegung der Landesregierungen noch nicht so ausschlaggebend für das Abstimmungsverhalten im Bundesrat, zumal noch einige kleine Parteien wie die Deutsche Partei, der Bund der Heimatvertriebenen und Entrechteten und die Gesamtdeutsche Partei in Regierungen saßen; außerdem gab es viele Große Koalitionen. Den Regierungen Adenauer und Erhard stand praktisch nie ein ablehnend gesinnter Bundesrat entgegen.
Wichtige Abstimmungen dieser Zeit waren der 1953 knapp mit 23:15 Stimmen gebilligte Deutschlandvertrag und der im selben Jahr angenommene Vertrag über die Europäische Verteidigungsgemeinschaft (EVG), welcher schließlich jedoch in der französischen Nationalversammlung scheiterte.

### Mehrheitsverhältnisse in der ersten schwarz-gelben Koalition unter Adenauer (1949–1956)
Während der Zeit der schwarz-gelben Koalition mit weiteren Parteien wie der Deutschen Partei und ab 1953 dem GB/BHE war Hamburg (3) von 1949 bis 1953, Hessen (4) von 1950 bis 1954 und Schleswig-Holstein (4) von 1949 bis 1950 SPD-alleinregiert. Bremen (3) wurde von 1949 bis 1951, Württemberg-Baden (5) von 1950 bis 1952 von einer Koalition aus SPD und FDP (in Bremen BDV/FDP) regiert. Hessen (4) wurde bis 1950 von einer rot-schwarzen Großen Koalition, Rheinland-Pfalz (4) bis 1951 von einer schwarz-roten Großen Koalition, ab 1951 von einer schwarz-gelben Koalition regiert. Bayern (5) wurde bis 1950 von der CSU allein, Baden (3) bis 1952 von der CDU allein regiert. In Nordrhein-Westfalen (5) gab es von 1950 bis 1954 eine Koalition aus CDU und Zentrum. In Berlin gab es bis 1953 eine um die FDP verstärkte rot-schwarze Koalition, danach folgte bis 1954 eine schwarz-gelbe Regierung, die wiederum von einer rot-schwarzen Großen Koalition abgelöst wurde. Die übrigen Landesregierungen ergeben sich aus der folgenden Tabelle.
| Übersicht für die Zeit von 1949 bis 1956 |                  |                  |          |                       |                          |             |             |                          |                                                    |                                                    |                                                    |                                                    |
| Zeitraum                                 | linke Opposition | linke Opposition | neutral  | neutral               | neutral                  | neutral     | neutral     | neutral                  | Bundesregierung (CDU/CSU, FDP, DP, ab 1953 GB/BHE) | Bundesregierung (CDU/CSU, FDP, DP, ab 1953 GB/BHE) | Bundesregierung (CDU/CSU, FDP, DP, ab 1953 GB/BHE) | Bundesregierung (CDU/CSU, FDP, DP, ab 1953 GB/BHE) |
| Zeitraum                                 | rot              | rot und Sonstige | rot-gelb | rot-gelb und Sonstige | rot-schwarz und Sonstige | rot-schwarz | schwarz-rot | schwarz-rot und Sonstige | schwarz-gelb                                       | schwarz-gelb und Sonstige                          | schwarz                                            | schwarz und Zentrum                                |
| 1949–1950                                | 7                | 0                | 3        | 0                     | 5c                       | 4           | 4           | 13a, b, d                | 0                                                  | 0                                                  | 8                                                  | 0                                                  |
| 1950–1951                                | 7                | 0                | 8        | 0                     | 5c                       | 0           | 4           | 8b, e                    | 0                                                  | 4f                                                 | 3                                                  | 5                                                  |
| 1951–1952                                | 7                | 5h               | 5        | 0                     | 3g                       | 0           | 0           | 8b, e                    | 4                                                  | 4f                                                 | 3                                                  | 5                                                  |
| 1952–1953                                | 7                | 5h               | 0        | 5i                    | 3g                       | 0           | 0           | 5e                       | 4                                                  | 4f                                                 | 0                                                  | 5                                                  |
| 1953–1954                                | 4                | 5h               | 0        | 0                     | 3g                       | 0           | 0           | 10e, j                   | 4                                                  | 7f, k                                              | 0                                                  | 5                                                  |
| 1954–1955                                | 0                | 9h, m            | 0        | 5l                    | 3g                       | 0           | 0           | 5j                       | 4                                                  | 12k, n, o                                          | 0                                                  | 0                                                  |
| 1955–1956                                | 0                | 4m               | 0        | 5l                    | 3g                       | 0           | 0           | 5j                       | 4                                                  | 17k, n, o, p                                       | 0                                                  | 0                                                  |

aCDU, SPD, FDP/DVP, KPD in Württemberg-Baden (bis 1950)
bCDU, SPD, FDP in Württemberg-Hohenzollern (bis 1952)
cSPD, CDU, Z in Niedersachsen (bis 1951)
dCDU, SPD, Z, KPD in Nordrhein-Westfalen (bis 1950)
eCSU, SPD, BHE, DG in Bayern (1950–1954)
fCDU, GB/BHE, FDP, DP in Schleswig-Holstein (1950–1954)
gSPD, CDU, FDP in Bremen (ab 1951)
hSPD, BHE, Z in Niedersachsen (1951–1955)
iFDP, SPD, BHE in Baden-Württemberg (1952–1953)
jCDU, SPD, FDP, BHE in Baden-Württemberg (ab 1953)
k„Hamburg-Block“ (Wahlbündnis aus CDU, FDP, DP) in Hamburg (ab 1953)
lSPD, BP, BHE, FDP in Bayern (ab 1954)
mSPD, BHE in Hessen (ab 1954)
nCDU, FDP, Z in Nordrhein-Westfalen (ab 1954)
oCDU, FDP, GB/BHE in Schleswig-Holstein (ab 1954)
pDP, CDU, FDP, GB/BHE in Niedersachsen (ab 1955)

### Mehrheitsverhältnisse während der CDU-Alleinregierung unter Adenauer (1956–1961)
In der Zeit der schwarzen Alleinregierung (mit Unterstützung der DP, dem GB/BHE und von 1956 bis 1957 der FDP-Abspaltung FVP) wurden Bremen (3) von 1959 an (vorher CDU, SPD und FDP) und Hamburg (3) von 1957 an von einer rot-gelben Koalition regiert, während das Saarland (3) von 1959 bis 1960 unter einer schwarz-roten Koalition stand. Rheinland-Pfalz (4), Schleswig-Holstein (4) ab 1958 und das Saarland (3) ab 1960 wurden schwarz-gelb regiert, während eine CDU-Alleinregierung von 1958 an in Nordrhein-Westfalen (5) an der Macht war. In Hessen regierte eine SPD-GB/BHE-Koalition. Im nicht stimmberechtigten Berlin war eine rot-schwarze Große Koalition in der Regierungsverantwortung. Die übrigen Landesregierungen ergeben sich aus der folgenden Tabelle.
| Übersicht für die Zeit von 1956 bis 1961 |                  |                  |                       |                  |             |                          |              |                           |                                            |
| Zeitraum                                 | linke Opposition | linke Opposition | linke Opposition      | neutral          | neutral     | neutral                  | neutral      | neutral                   | Bundesregierung (CDU/CSU, GB/BHE, FVP, DP) |
| Zeitraum                                 | rot und GB/BHE   | rot-gelb         | rot-gelb und Sonstige | rot-schwarz-gelb | schwarz-rot | schwarz-rot und Sonstige | schwarz-gelb | schwarz-gelb und Sonstige | schwarz                                    |
| 1956–1957                                | 4                | 0                | 102, 5                | 3                | 0           | 51                       | 4            | 123, 4, 6                 | 0                                          |
| 1957–1958                                | 4                | 3                | 5                     | 3                | 0           | 81, 9                    | 4            | 14 6, 7, 8                | 0                                          |
| 1958–1959                                | 4                | 3                | 0                     | 3                | 0           | 81, 9                    | 8            | 10 7, 8                   | 5                                          |
| 1959–1960                                | 4                | 6                | 510                   | 0                | 3           | 51                       | 8            | 57                        | 5                                          |
| 1960–1961                                | 4                | 6                | 510                   | 0                | 0           | 0                        | 11           | 107, 11                   | 5                                          |

1CDU, SPD, FDP, BHE in Baden-Württemberg (1953–1960)
2SPD, BP, BHE, FDP in Bayern (1954–1957)
3„Hamburg-Block“ (Wahlbündnis aus CDU, FDP, DP) in Hamburg (1953–1957)
4DP, CDU, FDP, GB/BHE in Niedersachsen (1955–1957)
5SPD, FDP, Z in Nordrhein-Westfalen (1956–1958)
6CDU, FDP, GB/BHE in Schleswig-Holstein (1954–1958)
7CSU, BHE/GB, FDP in Bayern (ab 1957)
8DP, CDU, FDP in Niedersachsen (1957–1959)
9CDU, FDP, SPD im Saarland (1957–1959)
10SPD, FDP, GB/BHE in Niedersachsen (ab 1959)
11CDU, FDP, BHE in Baden-Württemberg (ab 1960)

### Mehrheitsverhältnisse während der CDU-FDP-Koalition unter Adenauer und Erhard (1961–1966)
Während der Zeit der schwarz-gelben Koalition unter Konrad Adenauer und Ludwig Erhard wurde Baden-Württemberg (5) bis 1964 schwarz-gelb mit GB/BHE-Unterstützung, danach ohne diese Partei regiert. Die in Bayern (5) regierende schwarz-gelb-BHE/GP-Koalition wurde 1962 von einer Koalition aus CSU und Bayernpartei abgelöst. In Bremen (3) und Hamburg (3) regierten fast durchgängig rot-gelbe Koalitionen, in Hamburg wurde diese wenige Monate vor dem Beginn der Großen Koalition im Bund durch eine SPD-Alleinregierung ersetzt. In Hessen (4) regierte durchgängig eine Koalition aus SPD und BHE. In Niedersachsen (5) wurde die rot-gelbe Koalition mit GB/BHE-Unterstützung 1963 durch eine rein rot-gelbe und 1965 durch eine rot-schwarze Große Koalition ersetzt. In Nordrhein-Westfalen (5) regierte bis 1962 die CDU allein, danach folgte eine schwarz-gelbe Koalition, die 1966 durch eine rot-gelbe Regierung ersetzt wurde. In Rheinland-Pfalz (4) und im Saarland (3) regierte durchgängig schwarz-gelb, während die schwarz-gelbe Regierung in Schleswig-Holstein (4) 1962 bis 1963 kurz durch eine CDU-Alleinregierung unterbrochen wurde. In Berlin folgte auf die rot-schwarze Koalition 1963 eine rot-gelbe Regierung.
| Übersicht für die Zeit von 1961 bis 1966 |                  |                  |          |                  |             |                                |                                |                                |                                |
| Zeitraum                                 | linke Opposition | linke Opposition | neutral  | neutral          | neutral     | Bundesregierung (CDU/CSU, FDP) | Bundesregierung (CDU/CSU, FDP) | Bundesregierung (CDU/CSU, FDP) | Bundesregierung (CDU/CSU, FDP) |
| Zeitraum                                 | rot              | rot und GB/BHE   | rot-gelb | rot-gelb und BHE | rot-schwarz | schwarz-gelb                   | schwarz-gelb und (GB/)BHE/GP   | schwarz                        | schwarz und Bayernpartei       |
| 11/61–8/62                               | 0                | 4                | 6        | 5                | 0           | 11                             | 10                             | 5                              | 0                              |
| 8/62–12/62                               | 0                | 4                | 6        | 5                | 0           | 16                             | 10                             | 0                              | 0                              |
| 12/62–1/63                               | 0                | 4                | 6        | 5                | 0           | 12                             | 5                              | 4                              | 5                              |
| 1/63–6/63                                | 0                | 4                | 6        | 5                | 0           | 16                             | 5                              | 0                              | 5                              |
| 6/63–5/64                                | 0                | 4                | 11       | 0                | 0           | 16                             | 5                              | 0                              | 5                              |
| 5/64–5/65                                | 0                | 4                | 11       | 0                | 0           | 21                             | 0                              | 0                              | 5                              |
| 5/65–4/66                                | 0                | 4                | 7        | 0                | 4           | 21                             | 0                              | 0                              | 5                              |
| 4/66–8/66                                | 3                | 4                | 4        | 0                | 4           | 21                             | 0                              | 0                              | 5                              |
| 8/66–12/66                               | 3                | 4                | 9        | 0                | 4           | 16                             | 0                              | 0                              | 5                              |

## Die erste Große Koalition im Bund (1966–1969)
In der Zeit der ersten Großen Koalition aus CDU/CSU und SPD im Bundestag war auch vom Bundesrat wenig Widerstand gegen Gesetzgebungsvorhaben zu erwarten, da auch hier viele Alleinregierungen eines Koalitionspartners oder aber Große Koalitionen in den Ländern ihre Stimme im Wesentlichen in Übereinstimmung mit der Politik der Bundesregierung abgaben. Auch diese Kongruenz zwischen Bundestag und Bundesrat dürfte neben der Schwäche der einzig verbliebenen Oppositionspartei FDP zum Entstehen der Außerparlamentarischen Opposition (APO) beigetragen haben.
Dementsprechend trug der Bundesrat die großen Grundgesetzänderungen, namentlich die Notstandsgesetze und die Reform der Finanzverfassung, mit der notwendigen Zweidrittelmehrheit mit.
Während Baden-Württemberg (5) in der gleichen Koalition wie der Bund regiert wurde, gab es in Niedersachsen (5) die umgedrehte Situation, eine rot-schwarze Große Koalition. Hamburg (3) und Hessen (4) wurden von der SPD, Bayern (5) von der CSU allein regiert. Hinzu kamen rot-gelbe Koalitionen in Bremen (3) und Nordrhein-Westfalen (5) und schwarz-gelbe Regierungen in Rheinland-Pfalz (4), im Saarland (3) und in Schleswig-Holstein (4).
| Übersicht für die Zeit von 1966 bis 1969 |          |                 |                 |                 |                 |              |
| Zeitraum                                 | rot-gelb | Bundesregierung | Bundesregierung | Bundesregierung | Bundesregierung | schwarz-gelb |
| Zeitraum                                 | rot-gelb | rot             | rot-schwarz     | schwarz-rot     | schwarz         | schwarz-gelb |
| 12/66–10/69                              | 8        | 7               | 5               | 5               | 5               | 11           |

## Die sozialliberale Koalition (1969–1982)
Durch die gesamte Zeit der sozialliberalen Koalition waren Bremen (3), Hamburg (3), Hessen (4) und Nordrhein-Westfalen (5) mit rot(-gelben) Regierungen und insgesamt 15 Stimmen auf der Seite der Bundesregierung. Rheinland-Pfalz (4) und Schleswig-Holstein (4) wurden bis 1971 von einer schwarz-gelben Koalition regiert, danach gab es dort jeweils eine CDU-Alleinregierung. Niedersachsen (5) wurde bis 1976 von einer Großen (1969/70) bzw. rot-gelben Koalition (1970–1976) regiert, danach von einer CDU-Minderheitsregierung. Ähnlich ging es in Baden-Württemberg, welches bis 1972 von einer Großen Koalition, danach von einer CDU-Alleinregierung geführt wurde. Das Saarland (3) schließlich war bis 1970 und von 1975 bis 1982 schwarz-gelb regiert, dazwischen gab es eine CDU-Alleinregierung. Einzig Bayern war die gesamte Zeit hindurch CSU-alleinregiert. Berlin als nicht stimmberechtigtes Land war bis 1981 rot oder rot-gelb regiert, bis schließlich der CDU-Politiker Richard von Weizsäcker Regierender Bürgermeister wurde.
Die Stimmenkonstellation zwischen 1969 und 1982 ergibt sich daraus bei insgesamt 41 Stimmen und einer absoluten Mehrheit von 21 wie folgt:
| Übersicht für die Zeit von 1969 bis 1982 |                 |                 |             |             |              |         |
| Zeitraum                                 | Bundesregierung | Bundesregierung | neutral     | neutral     | neutral      | CDU/CSU |
| Zeitraum                                 | rot             | rot-gelb        | rot-schwarz | schwarz-rot | schwarz-gelb | CDU/CSU |
| 10/69–4/70                               | 7               | 8               | 5           | 5           | 11           | 5       |
| 4/70–7/70                                | 4               | 11              | 5           | 5           | 11           | 5       |
| 7/70–12/70                               | 9               | 11              | 0           | 5           | 8            | 8       |
| 12/70–4/71                               | 5               | 15              | 0           | 5           | 8            | 8       |
| 4/71–5/71                                | 5               | 15              | 0           | 5           | 4            | 12      |
| 5/71–11/71                               | 5               | 15              | 0           | 5           | 0            | 16      |
| 11/71–5/72                               | 8               | 12              | 0           | 5           | 0            | 16      |
| 5/72–7/74                                | 8               | 12              | 0           | 0           | 0            | 21      |
| 7/74–2/76                                | 3               | 17              | 0           | 0           | 0            | 21      |
| 2/76–1977                                | 3               | 12              | 0           | 0           | 0            | 26      |
| 1977–7/78                                | 3               | 12              | 0           | 0           | 8            | 18      |
| 7/78–6/80                                | 6               | 9               | 0           | 0           | 3            | 23      |
| 6/80–10/82                               | 11              | 4               | 0           | 0           | 3            | 23      |

Die Ostverträge der Regierung Brandt wurden 1972 nach langer Diskussion und einem konstruktiven Misstrauensvotum gegen Brandt im Bundestag beschlossen, nachdem die CDU/CSU-Fraktion eine Erklärung durchgesetzt hatte, in der festgehalten wurde, dass eine endgültige Regelung über die Oder-Neiße-Grenze erst durch einen Friedensvertrag getroffen werden dürfe. Entsprechend passierten die Verträge schließlich auch den Bundesrat, allerdings gegen den erbitterten Widerstand etwa Bayerns, dessen Regierung das Bundesverfassungsgericht anrief. Dieses entschied aber 1973, dass die Ostverträge dem Wiedervereinigungsgebot der Präambel des Grundgesetzes (in der damaligen Fassung) nicht widersprächen, die Ostverträge also verfassungsgemäß seien.
Eine weitere wichtige Rolle spielte der Bundesrat während des so genannten Deutschen Herbstes im Jahr 1977. In einem Eilverfahren wurde ein Gesetz durch Bundestag und Bundesrat geschleust, das den Anwälten von einsitzenden RAF-Terroristen den Kontakt mit ihren Mandanten verbot. Gegen den Einspruch des Bundesrates, dem diese Gesetzgebung nicht weit genug ging, beschloss der Bundestag 1978 ein Anti-Terror-Gesetz.

## Die Regierung Kohl vor der Wiedervereinigung (1982–1990)
Während des ersten Teils der Regierung Kohl waren Baden-Württemberg (5), Bayern (5), und Rheinland-Pfalz (4) stets auf der Seite der Bundesregierung, während Bremen (3) und Nordrhein-Westfalen (5) stets dagegen standen. Hamburg (3) bekam 1986 nach einer SPD-Alleinregierung eine rot-gelbe Regierung. In Hessen (4) löste 1987 eine schwarz-gelbe Regierung die alte rot(-grüne) Regierung ab.
Im Saarland (3) regierte bis März 1985 eine schwarz-gelbe Regierung (Kabinett Zeyer II); dann gewann Oskar Lafontaine die Landtagswahl im März 1985 und bildete eine SPD-Regierung, Schleswig-Holstein (4) wechselte im September 1987 seine CDU-Regierung (Barschel) gegen eine SPD-Alleinregierung (Engholm). In Berlin wechselte Anfang 1989 die Regierung von schwarz-gelb (Diepgen) zu rot-grün (Momper). In Niedersachsen (5) wurde die schwarz-gelbe Regierung bei der Landtagswahl im Mai 1990 von Rot-Grün abgelöst.
Bei wiederum insgesamt 41 Stimmen im Bundesrat sah die Stimmverteilung wie folgt aus:
| Übersicht für die Zeit von 1982 bis 1990 |                  |                  |          |                 |                 |
| Zeitraum                                 | linke Opposition | linke Opposition | neutral  | Bundesregierung | Bundesregierung |
| Zeitraum                                 | rot              | rot-grün         | rot-gelb | schwarz-gelb    | schwarz         |
| 10/82–4/85                               | 15               | 0                | 0        | 3               | 23              |
| 4/85–12/85                               | 18               | 0                | 0        | 0               | 23              |
| 12/85–7/86                               | 14               | 4                | 0        | 0               | 23              |
| 7/86–4/87                                | 14               | 4                | 0        | 5               | 18              |
| 4/87–6/87                                | 14               | 0                | 0        | 9               | 18              |
| 6/87–5/88                                | 11               | 0                | 3        | 13              | 14              |
| 5/88–6/90                                | 15               | 0                | 3        | 13              | 10              |
| 6/90–10/90                               | 15               | 5                | 3        | 8               | 10              |

Die schwarz-gelbe Regierung hatte damit fast durchgängig eine Mehrheit im Bundesrat, dementsprechend war die Umsetzung der Regierungspolitik auch im Bundesrat im Wesentlichen gesichert. Wichtiger Punkt der Gesetzgebung war die schnelle Herbeiführung der Deutschen Einheit, der der Bundesrat zustimmen musste.

## Die Regierung Kohl nach der Wiedervereinigung (1990–1998)
Bei der 624. Sitzung des Bundesrates am 9. November 1990 waren erstmals seit 1934 wieder alle deutschen Länder in einer gemeinsamen Länderkammer vertreten.
Nach der Einheit bestand der Bundesrat aus 68 (ab 1996: 69) Stimmen. Bayern (6) und Sachsen (4) blieben durchgehend schwarz, Niedersachsen (6), Nordrhein-Westfalen (6), das Saarland (3) und Schleswig-Holstein (4) durchgehend rot(-grün). Baden-Württemberg (6) war bis auf die Zeit der Großen Koalition 1992–1996 schwarz(-gelb). Die rot-grüne Regierung in Berlin (4) wurde 1991 durch eine Große Koalition abgelöst, ebenso die schwarz-gelbe Koalition 1994 in Mecklenburg-Vorpommern (3). In Brandenburg (4) gab es bis 1994 eine Ampelkoalition, danach regierte die SPD allein. Bremen (3) wurde bis 1991 von der SPD regiert, danach folgte eine Ampel (1991–1995) und die Große Koalition (bis 2007). In Hamburg (3) regierte bis 1991 rot-gelb, danach die SPD mit wechselnden Koalitionspartnern. Hessen (4, ab 1996: 5) wurde ab 1991 wieder von rot-grün regiert. Die schwarz-gelbe Regierung in Rheinland-Pfalz (4) wurde 1991 durch rot-gelb abgelöst, die in Sachsen-Anhalt (4) 1994 durch rot-grün mit Tolerierung durch die PDS. In Thüringen schließlich regierte bis 1994 schwarz-gelb, danach eine Große Koalition.
Die Stimmverteilung bei 68 bzw. 69 Mitgliedern und einer absoluten Mehrheit von 35 Stimmen sah wie folgt aus:
| Übersicht für die Zeit von 1990 bis 1998 |                  |                  |               |          |                           |             |                 |                 |
| Zeitraum                                 | linke Opposition | linke Opposition | neutral       | neutral  | neutral                   | neutral     | Bundesregierung | Bundesregierung |
| Zeitraum                                 | rot              | rot-grün         | rot-gelb-grün | rot-gelb | rot-schwarz (+ SPD/STATT) | schwarz-rot | schwarz-gelb    | schwarz         |
| 11/90–1/91                               | 16               | 10               | 4             | 3        | 0                         | 0           | 19              | 16              |
| 1/91–4/91                                | 16               | 6                | 4             | 3        | 0                         | 4           | 19              | 16              |
| 4/91–5/91                                | 16               | 10               | 4             | 3        | 0                         | 4           | 15              | 16              |
| 5/91–6/91                                | 16               | 10               | 4             | 7        | 0                         | 4           | 11              | 16              |
| 6/91–12/91                               | 19               | 10               | 4             | 4        | 0                         | 4           | 11              | 16              |
| 12/91–5/92                               | 16               | 10               | 7             | 4        | 0                         | 4           | 11              | 16              |
| 5/92–10/93                               | 16               | 10               | 7             | 4        | 0                         | 10          | 11              | 10              |
| 10/93–4/94                               | 13               | 10               | 7             | 4        | 3                         | 10          | 11              | 10              |
| 4/94–7/94                                | 19               | 4                | 7             | 4        | 3                         | 10          | 11              | 10              |
| 7/94–10/94                               | 19               | 8                | 7             | 4        | 3                         | 10          | 7               | 10              |
| 10/94–6/95                               | 23               | 8                | 3             | 4        | 3                         | 17          | 0               | 10              |
| 6/95–12/95                               | 17               | 14               | 0             | 4        | 6                         | 17          | 0               | 10              |
| 1/96–4/96                                | 13               | 19               | 0             | 4        | 6                         | 17          | 0               | 10              |
| 4/96–7/96                                | 13               | 19               | 0             | 4        | 6                         | 11          | 6               | 10              |
| 10/97–5/98                               | 13               | 22               | 0             | 4        | 3                         | 11          | 6               | 10              |
| 5/98–10/98                               | 17               | 18               | 0             | 4        | 3                         | 11          | 6               | 10              |

Die schwarz-gelbe absolute Mehrheit galt nur vom 28. Oktober 1990 bis zum 5. April 1991.
Nach der knappen Entscheidung des Bundestages im Juni 1991, nach Berlin umzuziehen, entschied sich der Bundesrat am 5. Juli 1991 mit 38:30 Stimmen zunächst dafür, in Bonn zu verbleiben. Dieser Beschluss sollte jedoch einer Überprüfung unterliegen. Fünf Jahre später, am 27. September 1996, schließlich entschied sich der Bundesrat dann doch, mit nach Berlin umzuziehen, um seinen Sitz auch in räumlicher Nähe zur Bundesregierung und zum Bundestag zu nehmen.
In der Zeit der rot-grünen Dominanz organisierte Oskar Lafontaine mit der Mehrheit der rot beziehungsweise rot-grün regierten Länder eine Blockade gegen die Bundesregierung, die 1997 zum Beispiel eine Steuerreform der Regierung Kohl scheitern ließ.

## Die Regierung Schröder (1998–2005)
Während der Zeit des Bestehens der Regierung Schröder
- waren Baden-Württemberg (6) und Bayern (6) stets im schwarz-gelben Lager:
  - Kabinett Teufel III (1996–2001) und IV (2001–2005)
  - Kabinett Stoiber III (1998–2003) und IV (2003–2007)
- Mecklenburg-Vorpommern (3, ebenfalls seit 1998) vertrat stets das rot-(rot-)grüne Lager.
- In Bremen (3) regierte stets eine Große Koalition (1995–2005, Kabinette unter Henning Scherf),
- in Rheinland-Pfalz (4) regierte stets eine rot-gelbe Regierung (1994–2006, Kabinette unter Kurt Beck),
- Berlin (4): Die Große Koalition (Senat Diepgen IV 1996–1999 und V bis 2001) wurde 2001 durch eine rot-grüne und später rot-rote Koalition abgelöst,
- die in Thüringen (4) nach der Landtagswahl am 12. September 1999 durch eine CDU-Alleinregierung (Kabinett Vogel III)
- Die rot(-grün)en Regierungen in Hamburg (3, 2001), Hessen (5, 1999), Niedersachsen (6, 2003), Nordrhein-Westfalen (6, Wahl Mai 2005), im Saarland (3, 1999) und in Sachsen-Anhalt (4, 2002) wurden durch schwarze oder schwarz-gelbe Regierungen abgelöst,
- die rot-grüne Regierung in Schleswig-Holstein (4, 2005) durch eine schwarz-rote Große Koalition,
- die CDU-Alleinregierung in Sachsen (4) 2004 durch eine schwarz-rote Koalition und die SPD-Alleinregierung in Brandenburg (4) 1999 durch eine rot-schwarze Große Koalition.

Somit ergab sich folgende Stimmverteilung bei 69 Sitzen insgesamt, womit die absolute Mehrheit bei 35 und die Zweidrittelmehrheit bei 46 Sitzen lagen:
| Übersicht für die Zeit von 1998 bis 2005 |         |                 |                 |          |             |             |                         |                        |
| Zeitraum                                 | rot-rot | Bundesregierung | Bundesregierung | neutral  | neutral     | neutral     | bürgerliche Opposition  | bürgerliche Opposition |
| Zeitraum                                 | rot-rot | rot             | rot-grün        | rot-gelb | rot-schwarz | schwarz-rot | schwarz-gelb (+ Schill) | schwarz                |
| 10/98–11/98                              | 0       | 17              | 18              | 4        | 3           | 11          | 6                       | 10                     |
| 11/98–4/99                               | 3       | 17              | 18              | 4        | 3           | 8           | 6                       | 10                     |
| 4/99–9/99                                | 3       | 17              | 13              | 4        | 3           | 8           | 11                      | 10                     |
| 9/99–6/01                                | 3       | 10              | 13              | 4        | 7           | 4           | 11                      | 17                     |
| 6/01–10/01                               | 3       | 10              | 17              | 4        | 7           | 0           | 11                      | 17                     |
| 10/01–5/02                               | 7       | 10              | 10              | 4        | 7           | 0           | 14                      | 17                     |
| 5/02–3/03                                | 7       | 6               | 10              | 4        | 7           | 0           | 18                      | 17                     |
| 3/03–3/04                                | 7       | 0               | 10              | 4        | 7           | 0           | 19                      | 22                     |
| 3/04–10/04                               | 7       | 0               | 10              | 4        | 7           | 0           | 16                      | 25                     |
| 10/04–04/05                              | 7       | 0               | 10              | 4        | 7           | 4           | 16                      | 21                     |
| 04/05–06/05                              | 7       | 0               | 6               | 4        | 7           | 8           | 16                      | 21                     |
| 06/05–11/05                              | 7       | 0               | 0               | 4        | 7           | 8           | 22                      | 21                     |

Die rot-grüne Mehrheit hatte nur bis zum 7. April 1999 Bestand, die schwarz-gelbe Mehrheit gab es ab dem 16. Mai 2002.
Der seit 1999 unionsdominierte Bundesrat wandte sich ebenfalls mehrfach gegen die seit 1998 regierende rot-grüne Koalition unter Bundeskanzler Schröder. Dies führte etwa zur Aufteilung des Gesetzes über Lebenspartnerschaften in einen nicht zustimmungspflichtigen und einen im Bundesrat scheiternden zustimmungspflichtigen Teil. Die Bundesregierung Schröder versuchte mehrfach erfolgreich, durch Kompromisse oder durch das mehr oder weniger verschleierte „Herauskaufen“ einzelner, bevorzugt in Großer Koalition regierter Landesregierungen aus der Unions-Blockademehrheit zumindest einen Teil ihrer politischen Agenda durchzusetzen. Seit der Übernahme der absoluten Mehrheit der CDU/CSU/FDP-regierten Länder 2002 war jedoch die Kompromisssuche die einzig mögliche Lösung für die Bundesregierung; zu den Ergebnissen dieser Suche gehörte auch die schlussendliche Einigung über das Zuwanderungsgesetz, nachdem dieses zunächst gescheitert war.
Im Jahr 2000 fand der Umzug der Länderkammer von Bonn nach Berlin statt. Am 29. September 2000 wurde die erste Sitzung im neuen Bundesratsgebäude eröffnet, dem ehemaligen Domizil des Preußischen Herrenhauses.

## Der Eklat um das Zuwanderungsgesetz 2002
Bei der Bundesratsabstimmung über das Zuwanderungsgesetz am 22. März 2002 kam es im Bundesrat zum Eklat, als der Bundesratspräsident das Abstimmungsverhalten der Vertreter des Bundeslandes Brandenburg – anders als später das Bundesverfassungsgericht – als einheitlich wertete und daher die Stimmen Brandenburgs als Ja-Stimmen zählte. Mit Urteil vom 18. Dezember 2002 erklärte das Bundesverfassungsgericht das Gesetz für nichtig.
Ausgangspunkt war das von der rot-grünen Bundesregierung ohne Einigung mit der Opposition in den Bundestag eingebrachte Zuwanderungsgesetz. Die Union lehnte das Gesetz ab und kündigte an, im Bundesrat gegen das Gesetz zu stimmen. Da es keine Mehrheit ohne die Union im Bundesrat gab, musste mindestens ein Bundesland mit Regierungsbeteiligung der CDU dem Gesetz zustimmen. Offen war das Abstimmungsverhalten Brandenburgs, das von einer großen Koalition regiert wurde.
Zur Abstimmung wurden die Länder aufgerufen. Beim Aufruf von Brandenburg antworteten Alwin Ziel (SPD) mit Ja und Jörg Schönbohm (CDU) mit Nein. Daraufhin stellte der Bundesratspräsident Klaus Wowereit eine uneinheitliche Stimmabgabe fest und fragte den Ministerpräsident Brandenburgs Manfred Stolpe, wie sein Bundesland abstimme. Dieser äußerte, dass er „als Ministerpräsident“ erkläre, dass Brandenburg mit Ja stimme, woraufhin Schönbohm erklärte: „Herr Präsident, Sie kennen meine Auffassung.“ Daraufhin stellte der Bundesratspräsident fest, dass das Land Brandenburg mit Ja abgestimmt habe. Die weitere Abstimmung wurde hiernach von im Bundesrat höchst unüblichen lautstarken Protesten und Zurufen seitens der CDU-Politiker Peter Müller und Roland Koch begleitet, die dem Bundesratspräsidenten Verfassungsbruch vorwarfen. Dies führte dazu, dass Wowereit Stolpe fragte, ob das Land Brandenburg noch Klärungsbedarf habe. Stolpe beantwortete unter Bezugnahme auf sein Amt als Ministerpräsident diese Frage mit Ja. Zu der neuen Frage Wowereits äußerte sich Schönbohm nicht mehr.
Es gilt als wahrscheinlich, dass diese Abläufe größtenteils geplant waren. Bundesratspräsident Wowereit hatte schon vor der Sitzung durch die Verwaltung ein Gutachten zum Thema „uneinheitliche Stimmabgabe“ erstellen lassen. Dieses hielt (wie später das Verfassungsgericht) uneinheitliche Stimmabgabe nicht als Zustimmung. Wowereit entschied sich aber entgegen diesem Gutachten für die Wertung als Ja-Stimme. Auch die Proteste und Zurufe waren abgesprochen. Es handele sich um eine inszenierte Reaktion („Theater“) der CDU-Vertreter im Bundesrat, erklärte der saarländische Ministerpräsident Peter Müller (CDU) später in einem Zeitungsinterview.
1949 hatte es in einer der ersten Sitzungen des Bundesrates einen Fall gegeben, auf den sich der Bundesratspräsident bei seiner Entscheidung stützte. Hierbei hatten zwei Minister aus Nordrhein-Westfalen offenbar irrtümlich verschiedene Voten abgegeben. Daraufhin erklärte der damalige Bundesratspräsident und Ministerpräsident von Nordrhein-Westfalen, Karl Arnold, unter allgemeinem Gelächter, dass er als Ministerpräsident nun die endgültige Stimme seines Landes abgebe. Die Gleichsetzung dieses Falls mit der Entscheidung am 22. März 2002 wurde vom Bundesverfassungsgericht mit 6:2 Stimmen abgelehnt.

## Föderalismuskommission 2003/04
Die 2003 von Bundestag und Bundesrat eingesetzte Föderalismuskommission sollte den Föderalismus in Deutschland reformieren und eine Neuorganisation der Zuständigkeiten von Bund und Ländern, insbesondere eine Senkung des Anteils zustimmungspflichtiger Gesetze herbeiführen. Ebenso sollte eine Neuordnung der Finanzverfassung besprochen werden. Die nach der konstituierenden Sitzung am 7. November 2003 regelmäßig stattfindenden Sitzungen schienen zunächst erfolgversprechend. Als jedoch der Termin der Vorstellung der Ergebnisse, der 17. Dezember 2004 nahte, waren deutlich mehr pessimistische Stimmen zu hören. Da zur Änderung des Grundgesetzes eine Zweidrittelmehrheit notwendig ist, musste ein breiter Konsens nicht nur zwischen Bundestag, Bundesrat und Bundesregierung, sondern auch zwischen Regierung und Opposition entstehen. Zu Beginn des Jahres 2005 wurde die Kommission als vorläufig gescheitert angesehen. Der Grund dafür war, dass bezüglich der Bildungspolitik, insbesondere der Hochschulpolitik, keine Einigung erzielt werden konnte. Auf Drängen des Bundespräsidenten, Horst Köhler, erklärten sich die politischen Parteien jedoch zu einer Weiterarbeit im Jahr 2005 bereit.

## Die unionsgeführten Regierungen unter Angela Merkel (2005–2021)

### Die zweite Große Koalition (2005–2009)
Zum Zeitpunkt des Amtsantritts der zweiten Großen Koalition im Bund waren in Bayern (CSU, 6), Hamburg (CDU, 3), Hessen (CDU, 5), im Saarland (CDU, 3) und in Thüringen (CDU, 4) „schwarze“ Alleinregierungen an der Macht. Hinzu kamen CDU-FDP-Koalitionsregierungen in Baden-Württemberg (6), Niedersachsen (6), Nordrhein-Westfalen (6) und Sachsen-Anhalt (4) sowie CDU-geführte schwarz-rote Koalitionen in Sachsen (4) und Schleswig-Holstein (4).
Die SPD stellte den Regierungschef in den SPD-geführten rot-schwarzen Koalitionen in Brandenburg (4) und Bremen (3), in der SPD-FDP-Koalition in Rheinland-Pfalz (4) und in den SPD-Linkspartei-Koalitionen in Berlin (4) und Mecklenburg-Vorpommern (3).
Nach den Wahlen in Baden-Württemberg, Rheinland-Pfalz und Sachsen-Anhalt am 26. März 2006 kam es zu folgenden Verschiebungen im Bundesrat: In Rheinland-Pfalz (4) gewann die SPD die absolute Mehrheit, die FDP verlor hier ihre Regierungsbeteiligung. In Sachsen-Anhalt (4) verlor die Regierung aus CDU und FDP die Mehrheit, hier kam es zur Bildung einer schwarz-roten Koalition unter Führung der CDU. In Baden-Württemberg (6) verpasste die CDU knapp die absolute Mehrheit. Die alte Regierung aus CDU und FDP blieb bestehen. Unter diesen Umständen hatten die die Bundesregierung tragenden Parteien nun 44 von 69 Sitzen inne.
Da nach den Landtagswahlen vom 17. September 2006 sich der Bundesratspräsident und Ministerpräsident von Mecklenburg-Vorpommern Harald Ringstorff (SPD) dazu entschloss, in seinem Bundesland eine Große Koalition zu bilden, besaßen die Regierungsparteien aus Union und SPD eine Zweidrittelmehrheit im Bundesrat. Diese Mehrheit bestand bis zum Regierungswechsel in der Freien Hansestadt Bremen, wo am 13. Mai 2007 gewählt wurde und eine rot-grüne Koalition die Große Koalition in diesem Bundesland ablöste.
Bei der Bürgerschaftswahl in Hamburg (3) am 24. Februar 2008 verlor die CDU die absolute Mehrheit. Bürgermeister Ole von Beust bildete daraufhin eine Regierung aus CDU und Bündnis 90/Die Grünen und somit die erste Schwarz-Grüne Regierung auf Landesebene.
Nach der Landtagswahl in Bayern (6) am 28. September 2008 kam es infolge des Verlustes der absoluten Mehrheit der CSU zu einer Koalitionsregierung aus CSU und FDP unter dem Ministerpräsidenten Horst Seehofer.
Nach der vorgezogenen Landtagswahl in Hessen (5) am 18. Januar 2009 bildeten CDU und FDP die neue Landesregierung, die am 5. Februar 2009 vereidigt wurde. Damit hatte die Große Koalition im Bundesrat keine Mehrheit mehr.
Nach dem Bruch der Großen Koalition in Schleswig-Holstein (4) im Juli 2009 bildete Ministerpräsident Carstensen eine CDU-Minderheitsregierung.
Bei den Landtagswahlen in Sachsen, in Thüringen und im Saarland am 30. August 2009 blieb die CDU die stärkste Partei, wenngleich sie in Thüringen (4) und im Saarland (3) die absolute Mehrheit verlor. In Sachsen (4) bildete Ministerpräsident Tillich eine Regierung aus CDU und FDP, die die bisherige schwarz-rote ablöste.
Somit ergaben sich folgende Stimmverteilungen bei 69 Sitzen insgesamt, womit die absolute Mehrheit bei 35 und die Zweidrittelmehrheit bei 46 Sitzen lagen:
| Übersicht für die Zeit von 2005 bis 2009 |         |          |          |                 |                 |                 |                 |              |              |
| Zeitraum                                 | rot-rot | rot-grün | rot-gelb | Bundesregierung | Bundesregierung | Bundesregierung | Bundesregierung | schwarz-grün | schwarz-gelb |
| Zeitraum                                 | rot-rot | rot-grün | rot-gelb | rot             | rot-schwarz     | schwarz-rot     | schwarz         | schwarz-grün | schwarz-gelb |
| 11/05–05/06                              | 7       | 0        | 4        | 0               | 7               | 8               | 21              | 0            | 22           |
| 05/06–11/06                              | 7       | 0        | 0        | 4               | 7               | 12              | 21              | 0            | 18           |
| 11/06–06/07                              | 4       | 0        | 0        | 4               | 10              | 12              | 21              | 0            | 18           |
| 06/07–05/08                              | 4       | 3        | 0        | 4               | 7               | 12              | 21              | 0            | 18           |
| 05/08–10/08                              | 4       | 3        | 0        | 4               | 7               | 12              | 18              | 3            | 18           |
| 10/08–02/09                              | 4       | 3        | 0        | 4               | 7               | 12              | 12              | 3            | 24           |
| 02/09–07/09                              | 4       | 3        | 0        | 4               | 7               | 12              | 7               | 3            | 29           |
| 07/09–09/09                              | 4       | 3        | 0        | 4               | 7               | 8               | 11              | 3            | 29           |
| 09/09–10/09                              | 4       | 3        | 0        | 4               | 7               | 4               | 7               | 3            | 37           |

Die Große Koalition brachte den mit den Ministerpräsidenten der Länder vereinbarten Kompromiss zur Föderalismusreform zügig nach ihrem Amtsantritt in das Gesetzgebungsverfahren ein und verabschiedete die Föderalismusreform im Sommer 2006.

### Die zweite Regierung Merkel (2009–2013)
Nach der Bundestagswahl 2009 entstand eine Mehrheit aus CDU/CSU und FDP, die die Bundesregierung bildeten. Aus den drei Parteien (CDU, CSU, FDP) gebildete Landesregierungen hatten seit der Regierungsbildung in Nordrhein-Westfalen im Juli 2010 keine Mehrheit mehr.
Zum Zeitpunkt des Amtsantritts der CDU-CSU-FDP-Regierung im Bund waren im Saarland (3) und in Thüringen (4) CDU-Alleinregierungen (wenn auch nur geschäftsführend), in Baden-Württemberg (6), Bayern (6), Hessen (5), Niedersachsen (6), Nordrhein-Westfalen (6), Schleswig-Holstein (4) und Sachsen (4) Regierungen aus CDU und FDP bzw. CSU und FDP (BY) im Amt. In Hamburg (3) amtierte eine Regierung aus CDU und GAL sowie in Sachsen-Anhalt (4) eine schwarz-rote Koalition aus CDU und SPD.
Die SPD stellte den Regierungschef in Rheinland-Pfalz (4) in einer SPD-Alleinregierung, in Mecklenburg-Vorpommern (3) und Brandenburg (4) in einer rot-schwarzen Koalition aus SPD und CDU, Berlin (4) in einer Koalition aus SPD und Die Linke sowie in Bremen (3) in einer Koalition mit den Grünen.
Nach den Landtagswahlen in Schleswig-Holstein (4) am 27. September 2009 bildete Ministerpräsident Peter Harry Carstensen (CDU) eine schwarz-gelbe Regierung, was zu einer schwarz-gelben Mehrheit im Bundesrat führte. In Brandenburg (4), wo am gleichen Tag gewählt wurde, einigten sich SPD und Die Linke schließlich auf die Bildung einer rot-roten Regierung.
Im Saarland (3) kam es nach den Landtagswahlen zum ersten Mal zu einer Koalition aus CDU, FDP und Bündnis 90/Die Grünen, in Thüringen (4) einigten sich schließlich CDU und SPD auf eine gemeinsame Regierung.
In Nordrhein-Westfalen (6), wo am 9. Mai 2010 der Landtag gewählt wurde, kam es am 15. Juli 2010 zur Bildung einer Minderheitsregierung aus SPD und Grünen. Damit war die Bundesratsmehrheit von CDU, CSU und FDP nicht mehr gegeben.
Nach dem Bruch der schwarz-grünen Regierung in Hamburg (3) bildete der Erste Bürgermeister Christoph Ahlhaus eine CDU-Minderheitsregierung.
Nach dem Gewinn der absoluten Mehrheit bei der Bürgerschaftswahl in Hamburg 2011 wurde dort am 7. März eine SPD-Alleinregierung ins Amt gewählt.
Bei den Landtagswahlen in Sachsen-Anhalt (4), Baden-Württemberg (6), Bremen (3) und Rheinland-Pfalz (4) wurde die CDU/SPD-Regierung in Sachsen-Anhalt und die SPD/Grüne-Regierung in Bremen bestätigt, während nach den ersten Zusammentritten der Landtage im Mai 2011 in Baden-Württemberg die CDU/FDP-Landesregierung durch eine grün-rote Koalition und in Rheinland-Pfalz die SPD-Alleinregierung durch eine rot-grüne Koalition abgelöst wurde. In Mecklenburg-Vorpommern (3) wurde die große Koalition im September 2011 bestätigt, in Berlin (4) wurde nach den Wahlen zum Abgeordnetenhaus ebenfalls eine Große Koalition gebildet.
Nachdem 2012 keine Landtagswahl anberaumt war, kam es schlussendlich wegen unterschiedlicher Gründe in drei Ländern zu vorgezogenen Neuwahlen. Im Saarland (3) wurde nach dem Bruch der Jamaika-Koalition eine Große Koalition angestrebt, die nach dem Wahltermin auch eine Mehrheit errang und im Mai 2012 ins Amt kam. In Schleswig-Holstein (4) kam es nach einer Rechtsprechung zum verfassungswidrigen Wahlgesetz zu Neuwahlen im Mai 2012, bei denen eine Drei-Parteien-Koalition aus SPD, Grünen und SSW die Mehrheit errang und die Regierung bildete. Bei den Landtagswahlen in Nordrhein-Westfalen (6), die durch die Ablehnung des Haushalts und die Auflösung des Landtags ergab, konnten SPD und Grüne eine Mehrheit erringen und die Regierung fortsetzen. Bei den Landtagswahlen in Bayern (6) errang die CSU wieder die absolute Mehrheit, der vorherige Regierungspartner FDP erreichte 3,3 % und war damit noch nicht mal im Landtag vertreten.
Somit ergab sich folgende Stimmverteilung bei 69 Sitzen insgesamt, womit die absolute Mehrheit bei 35 und die Zweidrittelmehrheit bei 46 Sitzen lagen:
| Übersicht für die Zeit von 2009 bis 2013 |                  |                  |                  |                  |             |             |              |                   |                 |                 |
| Zeitraum                                 | linke Opposition | linke Opposition | linke Opposition | linke Opposition | neutral     | neutral     | neutral      | neutral           | Bundesregierung | Bundesregierung |
| Zeitraum                                 | rot-rot          | grün-rot         | rot-grün (+SSW)  | rot              | rot-schwarz | schwarz-rot | schwarz-grün | schwarz-gelb-grün | schwarz         | schwarz-gelb    |
| 10/09–11/09                              | 4                | 0                | 3                | 4                | 7           | 4           | 3            | 0                 | 7               | 37              |
| 11/09–07/10                              | 8                | 0                | 3                | 4                | 3           | 8           | 3            | 3                 | 0               | 37              |
| 07/10–11/10                              | 8                | 0                | 9                | 4                | 3           | 8           | 3            | 3                 | 0               | 31              |
| 11/10–03/11                              | 8                | 0                | 9                | 4                | 3           | 8           | 0            | 3                 | 3               | 31              |
| 03/11–05/11                              | 8                | 0                | 9                | 7                | 3           | 8           | 0            | 3                 | 0               | 31              |
| 05/11–12/11                              | 8                | 6                | 13               | 3                | 3           | 8           | 0            | 3                 | 0               | 25              |
| 12/11–01/12                              | 4                | 6                | 13               | 3                | 7           | 8           | 0            | 3                 | 0               | 25              |
| 01/12–05/12                              | 4                | 6                | 13               | 3                | 7           | 8           | 0            | 0                 | 3               | 25              |
| 05/12–06/12                              | 4                | 6                | 13               | 3                | 7           | 11          | 0            | 0                 | 0               | 25              |
| 06/12–02/13                              | 4                | 6                | 17               | 3                | 7           | 11          | 0            | 0                 | 0               | 21              |
| 02/13–10/13                              | 4                | 6                | 23               | 3                | 7           | 11          | 0            | 0                 | 0               | 15              |
| 10/13–12/13                              | 4                | 6                | 23               | 3                | 7           | 11          | 0            | 0                 | 6               | 9               |

### Die dritte und vierte große Koalition (2013–2021)
Die FDP konnte bei der Landtagswahl in Sachsen 2014 nicht wieder in das Parlament einziehen. Mit Abschluss der Regierungsbildung in Sachsen und der Wahl des neuen Kabinetts von Ministerpräsident Stanislaw Tillich endete im November 2014 die bis dahin letzte Regierungsbeteiligung der FDP auf Landesebene. Damit war die FDP erstmals in der Geschichte der Bundesrepublik an keiner Landesregierung beteiligt und hatte bis zur Landtagswahl in Rheinland-Pfalz 2016, in deren Folge eine Ampel-Koalition gebildet wurde, auch keine Vertretung mehr im Bundesrat.
Während der Zeit der dritten und vierten großen Koalition ergaben sich folgende Stimmverteilungen bei 69 Sitzen insgesamt, wobei die absolute Mehrheit bei 35 und die Zweidrittelmehrheit bei 46 Sitzen lagen:
| Übersicht für die Zeit seit 2013 |                |              |         |                 |               |                  |          |                 |                 |                 |                 |              |                  |                  |              |                   |      |              |            |
| Zeitraum                         | LINKE-rot-grün | rot-rot-grün | rot-rot | rot-grün (+SSW) | rot-gelb-grün | rot-schwarz-grün | grün-rot | Bundesregierung | Bundesregierung | Bundesregierung | Bundesregierung | grün-schwarz | schwarz-rot-grün | schwarz-rot-gelb | schwarz-grün | schwarz-gelb-grün | gelb | schwarz-gelb | schwarz-FW |
| Zeitraum                         | LINKE-rot-grün | rot-rot-grün | rot-rot | rot-grün (+SSW) | rot-gelb-grün | rot-schwarz-grün | grün-rot | rot             | rot-schwarz     | schwarz-rot     | schwarz         | grün-schwarz | schwarz-rot-grün | schwarz-rot-gelb | schwarz-grün | schwarz-gelb-grün | gelb | schwarz-gelb | schwarz-FW |
| 12/13–01/14                      | 0              | 0            | 4       | 23              | 0             | 0                | 6        | 3               | 7               | 11              | 6               | 0            | 0                | 0                | 0            | 0                 | 0    | 9            | 0          |
| 01/14–11/14                      | 0              | 0            | 4       | 23              | 0             | 0                | 6        | 3               | 7               | 11              | 6               | 0            | 0                | 0                | 5            | 0                 | 0    | 4            | 0          |
| 11/14–12/14                      | 0              | 0            | 4       | 23              | 0             | 0                | 6        | 3               | 7               | 15              | 6               | 0            | 0                | 0                | 5            | 0                 | 0    | 0            | 0          |
| 12/14–04/15                      | 4              | 0            | 4       | 23              | 0             | 0                | 6        | 3               | 7               | 11              | 6               | 0            | 0                | 0                | 5            | 0                 | 0    | 0            | 0          |
| 04/15–04/16                      | 4              | 0            | 4       | 26              | 0             | 0                | 6        | 0               | 7               | 11              | 6               | 0            | 0                | 0                | 5            | 0                 | 0    | 0            | 0          |
| 04/16–05/16                      | 4              | 0            | 4       | 26              | 0             | 0                | 6        | 0               | 7               | 7               | 6               | 0            | 4                | 0                | 5            | 0                 | 0    | 0            | 0          |
| 05/16–12/16                      | 4              | 0            | 4       | 22              | 4             | 0                | 0        | 0               | 7               | 7               | 6               | 6            | 4                | 0                | 5            | 0                 | 0    | 0            | 0          |
| 12/16–06/17                      | 4              | 4            | 4       | 22              | 4             | 0                | 0        | 0               | 3               | 7               | 6               | 6            | 4                | 0                | 5            | 0                 | 0    | 0            | 0          |
| 06/17–11/17                      | 4              | 4            | 4       | 12              | 4             | 0                | 0        | 0               | 3               | 7               | 6               | 6            | 4                | 0                | 5            | 4                 | 0    | 6            | 0          |
| 11/17–11/18                      | 4              | 4            | 4       | 6               | 4             | 0                | 0        | 0               | 9               | 7               | 6               | 6            | 4                | 0                | 5            | 4                 | 0    | 6            | 0          |
| 11/18–08/19                      | 4              | 4            | 4       | 6               | 4             | 0                | 0        | 0               | 9               | 7               | 0               | 6            | 4                | 0                | 5            | 4                 | 0    | 6            | 6          |
| 08/19–11/19                      | 4              | 7            | 4       | 3               | 4             | 0                | 0        | 0               | 9               | 7               | 0               | 6            | 4                | 0                | 5            | 4                 | 0    | 6            | 6          |
| 11/19–12/19                      | 4              | 7            | 0       | 3               | 4             | 4                | 0        | 0               | 9               | 7               | 0               | 6            | 4                | 0                | 5            | 4                 | 0    | 6            | 6          |
| 12/19–02/20                      | 4              | 7            | 0       | 3               | 4             | 4                | 0        | 0               | 9               | 3               | 0               | 6            | 8                | 0                | 5            | 4                 | 0    | 6            | 6          |
| 02/20–03/20                      | 0              | 7            | 0       | 3               | 4             | 4                | 0        | 0               | 9               | 3               | 0               | 6            | 8                | 0                | 5            | 4                 | 4    | 6            | 6          |
| 03/20–09/21                      | 4              | 7            | 0       | 3               | 4             | 4                | 0        | 0               | 9               | 3               | 0               | 6            | 8                | 0                | 5            | 4                 | 0    | 6            | 6          |
| 09/21–11/21                      | 4              | 7            | 0       | 3               | 4             | 4                | 0        | 0               | 9               | 3               | 0               | 6            | 4                | 4                | 5            | 4                 | 0    | 6            | 6          |
| 11/21–12/21                      | 4              | 7            | 3       | 3               | 4             | 4                | 0        | 0               | 6               | 3               | 0               | 6            | 4                | 4                | 5            | 4                 | 0    | 6            | 6          |

## Die Regierung Scholz (2021–2025)
Es ergaben sich folgende Stimmverteilungen bei 69 Sitzen insgesamt, wobei die absolute Mehrheit bei 35 und die Zweidrittelmehrheit bei 46 Sitzen lag:
| Übersicht für die Zeit seit 2021 |                |              |         |          |                 |                 |                 |                  |             |              |                  |             |                  |                  |              |                   |              |            |
| Zeitraum                         | LINKE-rot-grün | rot-rot-grün | rot-rot | rot-lila | Bundesregierung | Bundesregierung | Bundesregierung | rot-schwarz-grün | rot-schwarz | grün-schwarz | schwarz-lila-rot | schwarz-rot | schwarz-rot-grün | schwarz-rot-gelb | schwarz-grün | schwarz-gelb-grün | schwarz-gelb | Opposition |
| Zeitraum                         | LINKE-rot-grün | rot-rot-grün | rot-rot | rot-lila | rot-grün        | rot             | rot-gelb-grün   | rot-schwarz-grün | rot-schwarz | grün-schwarz | schwarz-lila-rot | schwarz-rot | schwarz-rot-grün | schwarz-rot-gelb | schwarz-grün | schwarz-gelb-grün | schwarz-gelb | schwarz-FW |
| 12/21–04/22                      | 4              | 7            | 3       | 0        | 3               | 0               | 4               | 4                | 6           | 6            | 0                | 3           | 4                | 4                | 5            | 4                 | 6            | 6          |
| 04/22–06/22                      | 4              | 7            | 3       | 0        | 3               | 3               | 4               | 4                | 6           | 6            | 0                | 0           | 4                | 4                | 5            | 4                 | 6            | 6          |
| 06/22-11/22                      | 4              | 7            | 3       | 0        | 3               | 3               | 4               | 4                | 6           | 6            | 0                | 0           | 4                | 4                | 15           | 0                 | 0            | 6          |
| 11/22-04/23                      | 4              | 7            | 3       | 0        | 9               | 3               | 4               | 4                | 0           | 6            | 0                | 0           | 4                | 4                | 15           | 0                 | 0            | 6          |
| 04/23-01/24                      | 4              | 3            | 3       | 0        | 9               | 3               | 4               | 4                | 0           | 6            | 0                | 4           | 4                | 4                | 15           | 0                 | 0            | 6          |
| 01/24-12/24                      | 4              | 3            | 3       | 0        | 9               | 3               | 4               | 4                | 0           | 6            | 0                | 9           | 4                | 4                | 10           | 0                 | 0            | 6          |
| 12/24-05/25                      | 0              | 3            | 3       | 4        | 9               | 3               | 4               | 0                | 0           | 6            | 4                | 13          | 0                | 4                | 10           | 0                 | 0            | 6          |

## Die Regierung Merz (seit 2025)
Derzeit ergeben sich folgende Stimmverteilungen bei 69 Sitzen insgesamt, wobei die absolute Mehrheit bei 35 und die Zweidrittelmehrheit bei 46 Sitzen liegen:
| Übersicht für die Zeit seit 2025 |              |         |          |          |               |                 |                 |              |                  |                  |              |            |
| Zeitraum                         | rot-rot-grün | rot-rot | rot-grün | rot-lila | rot-gelb-grün | Bundesregierung | Bundesregierung | grün-schwarz | schwarz-lila-rot | schwarz-rot-gelb | schwarz-grün | schwarz-FW |
| Zeitraum                         | rot-rot-grün | rot-rot | rot-grün | rot-lila | rot-gelb-grün | rot             | schwarz-rot     | grün-schwarz | schwarz-lila-rot | schwarz-rot-gelb | schwarz-grün | schwarz-FW |
| seit 05/25                       | 3            | 3       | 9        | 4        | 4             | 3               | 13              | 6            | 4                | 4                | 10           | 6          |